# Trans Guyana Airways
Predefinição:Infobox airline
A Trans Guyana Airways Limited é uma companhia aérea da Guiana que iniciou suas operações em 1956 em Georgetown, Guiana, com um único avião flutuante. Hoje, a empresa detêm uma frota que é capaz de fornecer transporte doméstico, regional e internacional.
Além das rotas para o interior da Guiana, a Trans Guyana Airways realiza em conjunto com a Gum Air uma ligação aérea entre Paramaribo ( Suriname ) e Georgetown (Guiana), durante sete dias por semana entre o Aeroporto Internacional Eugene F. Correia (SYEC) e o Aeroporto Zorg en Hoop (SMZO).
A Trans Guyana em conjunto com a  KLM iniciaram em 2019, voos da Guiana para a Holanda via Suriname com duração 12 horas.
A Trans Guyana Airways é membro do Grupo de Empresas Correia   junto com a Caribbean Aviation Maintenance Services, Evergreen Adventures, Baganara Island Resort e a Correia Mining Company.

## Frota

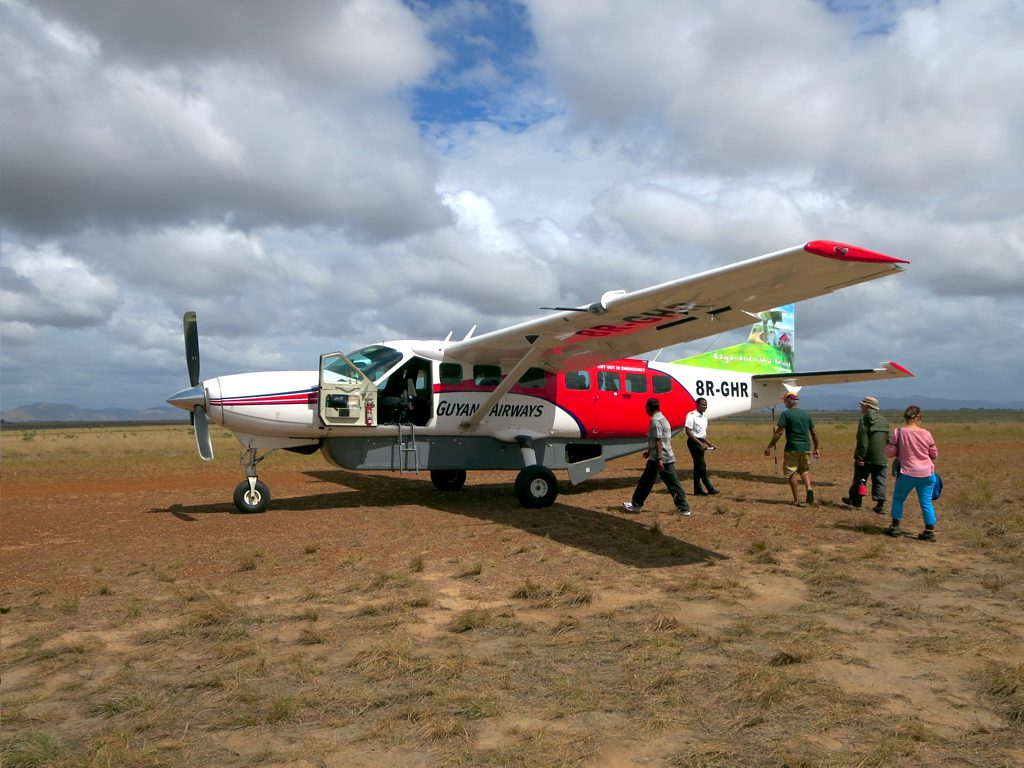
Um Cessna 208 da Trans Guyana Airways no Karanambu Lodge

A Trans Guyana Airways opera uma frota de dez aeronaves com capacidade variando de 9 a 20 assentos.
A Trans Guyana Airways oferece serviços comerciais programados para os seguintes locais internos:
- Bridgetown (desde 1º de novembro de 2020) [4][5]

### Brasil
- Boa Vista (desde 21 de dezembro de 2020) [6][7]

### Guiana
- Região 1
  - Mabaruma
  - Matthews cume
  - Porto Kaituma
  - Baramita
- Região 4
  - Georgetown ( Aeroporto Internacional Eugene F. Correia ), hub
- Região 7
  - Ilha Baganara / Bartica [8]
  - Bartica
  - Chi Chi West
  - Ekereku Bottom
  - Ekereku Center
  - Imbaimadai
  - Kamarang
  - Kurupung
  - Olive Creek
  - Aurora
- Região 8
  - Cataratas de Kaieteur
  - Floresta Iwokrama
- Região 9
  - Cataratas Orinduik
  - Annai
  - Karinambo
  - Lethem

### Suriname
- Paramaribo (Aeroporto de Zorg en Hoop, Aeroporto Johan Adolf Pengel)